# Drößig
Drößig (niedersorbisch Dŕazg, bzw. Drězg) ist ein Ortsteil der dem Amt Elsterland angehörigen Gemeinde Heideland im südbrandenburgischen Landkreis Elbe-Elster. Das südlich von Finsterwalde am Nordrand des Naturparks Niederlausitzer Heidelandschaft gelegene Dorf Drößig hat etwa 190 Einwohner.

## Geschichte
Das 1364 erstmals urkundlich als „Dresk“ erwähnte Drößig präsentiert sich als langgestrecktes Angerdorf, bei dem die Haupthäuser mit dem Giebel zur Straße gerichtet sind und hinter den Höfen Garten- und Wiesenstücke liegen. Vereinzelt haben sich Streuobstwiesen erhalten. Das relativ einheitliche Erscheinungsbild des Dorfes resultiert vermutlich aus einem Brand im Jahr 1847, der die Mehrzahl der Gehöfte vernichtete, die danach in recht einheitlichem Stil neu errichtet wurden. Bis 1937 hieß der Ort Drössigk, danach wurde der Ortsname von den Nationalsozialisten aus ideologischen Gründen zu Drößig geändert.
Am 19. Mai 1974 erfolgte der Zusammenschluss von Drößig mit dem benachbarten Eichholz zur Gemeinde Eichholz-Drößig, welche sich am 31. Dezember 2001 mit Fischwasser zur Gemeinde Heideland zusammenschloss.

## Einwohnerentwicklung
| 1875 | 276 |  | 1933 | 248 |  | 1964 | 242 |
| 1890 | 252 |  | 1939 | 256 |  | 1971 | 227 |
| 1910 | 246 |  | 1946 | 343 |  |      |     |
| 1925 | 248 |  | 1950 | 319 |  |      |     |

## Kultur und Sehenswürdigkeiten

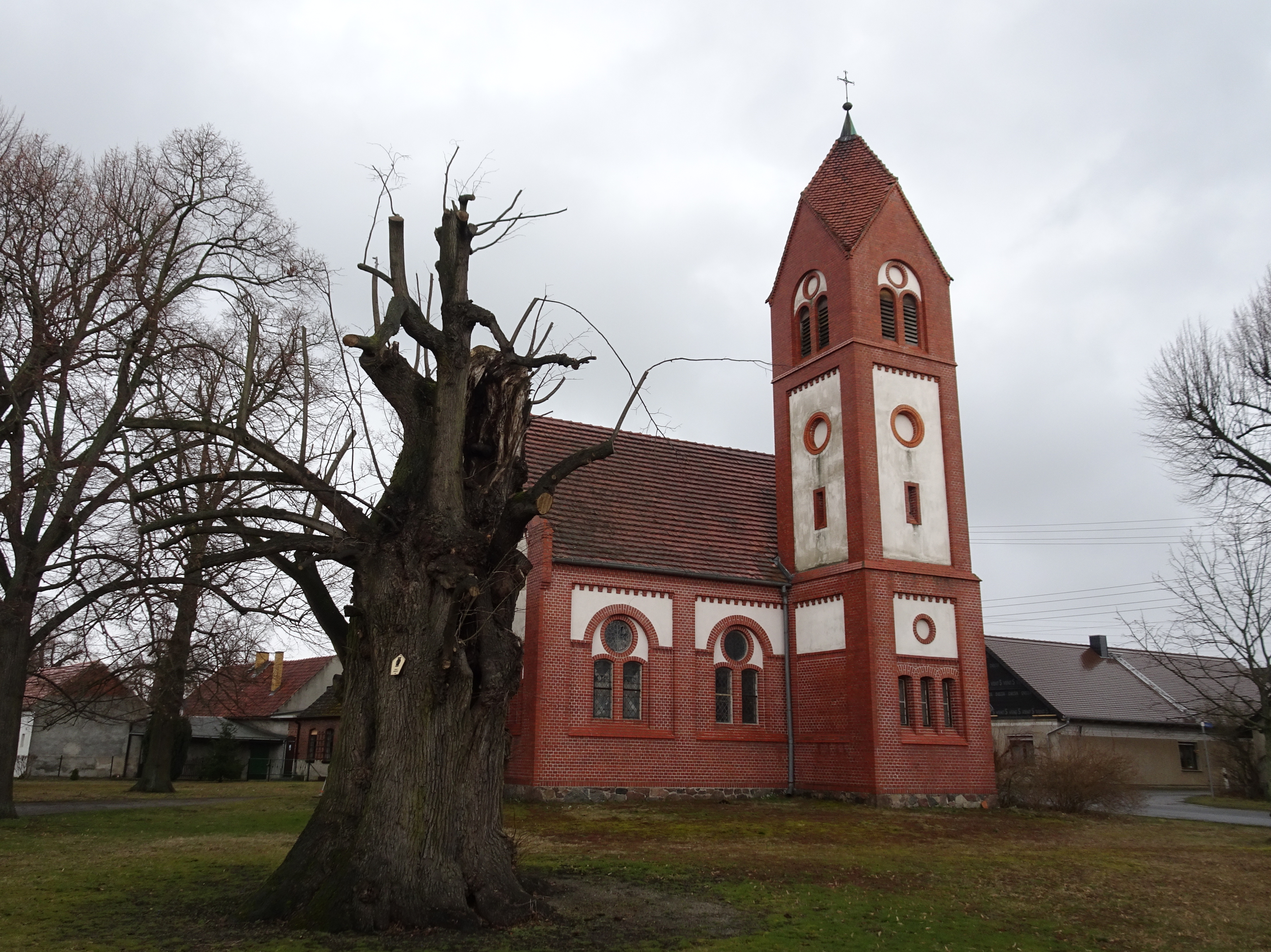
Dorfanger mit Kirche

Beachtenswert ist die 1897 errichtete Kirche im neoromanischen Stil; das Außenbild erscheint als roter Ziegelsteinbau. 100 Jahre nach der Weihe der Kirche nahmen die Drößiger das lange stillgelegte Glockengeläut der Kirche wieder in Betrieb. Das Dorfbild wird auch von den stattlichen Linden geprägt, die wegen ihres Alters teilweise als Naturdenkmale gekennzeichnet sind. Auf der Dorfaue befindet sich ein Denkmal, das zur Hundertjahrfeier der Völkerschlacht bei Leipzig und zum 25-jährigen Thronjubiläum Wilhelm II. 1913 in Form eines Obelisken errichtet wurde. Das Kriegerdenkmal des Ortes befindet sich auf dem Friedhof.
In Drößig gibt es eine Freiwillige Feuerwehr und einen Verein der Dorffrauen, der regelmäßig Dorffeste organisiert. Die alte Schule des Dorfes beherbergt heute die Kita Heideland, in der etwa 20 Kindergarten- und Hortkinder spielen.